# Indijski kruh
Indijski kruh se večinoma pripravlja brez kvasa in peče se v ponvi, npr. čapati, pulka, roti, parata, puri, apam in dosa. Izjema je naan, kvašen kruh ki se peče v pečici.